# Sunyani
Sunyani è una città del Ghana, capoluogo della regione di Brong-Ahafo e dell'omonimo distretto. Ha una popolazione di 80 245 abitanti, con una crescita annua del 3,4% (dati del 2005).